# HSB
För andra betydelser, se HSB (olika betydelser).

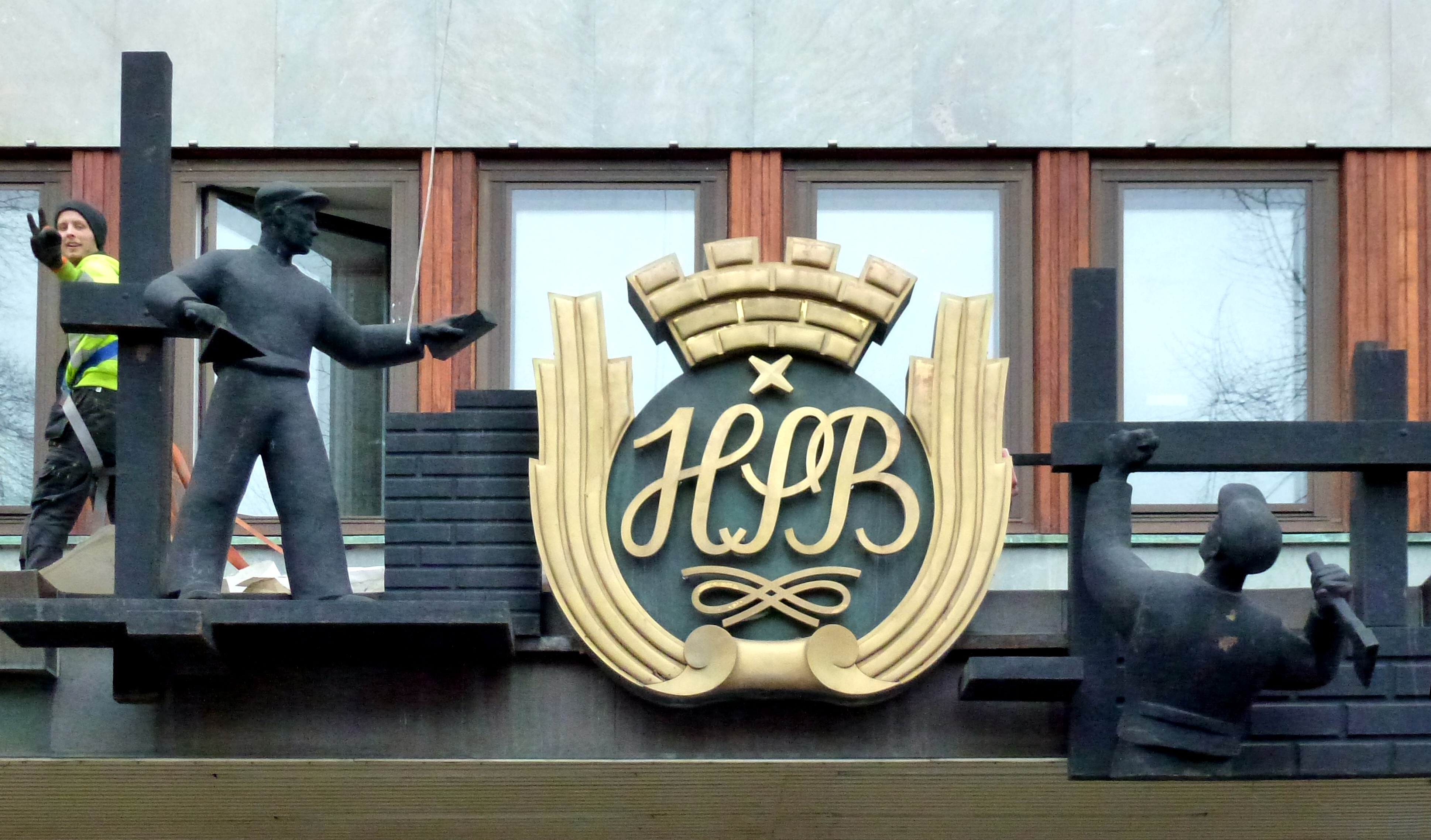
HSB Riksförbunds och HSB Stockholms besöksadress, Fleminggatan 41 i Stockholm (2012).

HSB är en kooperativ bostadsrörelse, i Sverige. HSB är landets största bostadskooperation för bosparande, planering, finansiering, byggande och förvaltning. Namnet består idag endast av förkortningen HSB. Tidigare stod bokstäverna för Hyresgästernas sparkasse- och byggnadsförening.

## Organisation
HSB, med cirka 554 000 medlemmar, är organiserat i tre led med 30 regionala HSB-föreningar i landet och cirka 3 900 bostadsrättsföreningar. Det finns två kategorier av medlemmar: bosparande medlemmar (cirka 140 000), och boende medlemmar (cirka 445 000). Alla medlemmar tillhör en regional HSB-förening och boende medlemmar tillhör dessutom en bostadsrättsförening. Varje lokal bostadsrättsförening i HSB, det finns cirka 3 900 stycken, är ansluten till en regional HSB-förening. Den första HSB-föreningen bildades den 6 juli 1923 i bostadsnödens Stockholm. De regionala HSB-föreningarna är sammanslutna till HSB Riksförbund.
Affärsbolaget HSB ProjektPartner ägs av de regionala HSB-föreningarna och stödjer deras bostadsbyggande. HSB Bostad har motsvarande roll för bostadsbyggandet i Stockholmsområdet. HSB Inköp samordnar via centrala avtal inköp av produkter.

## Historik

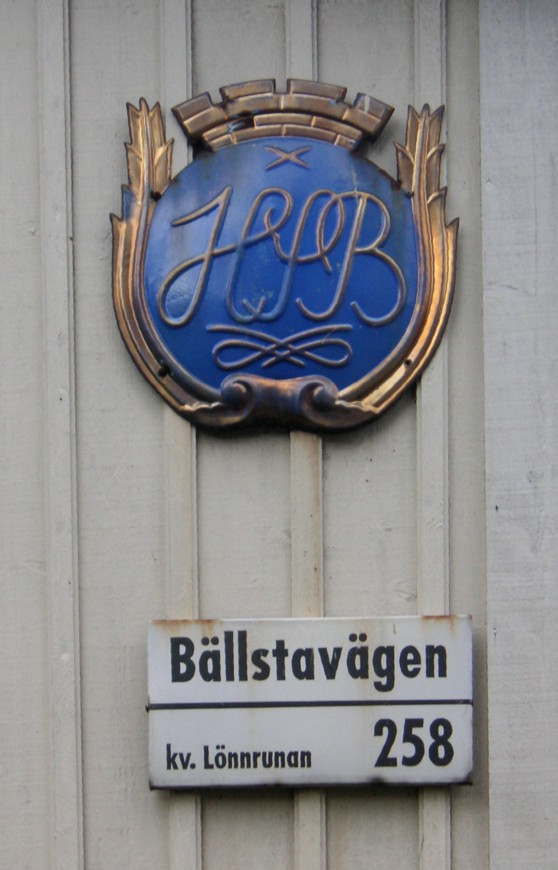
HSB:s emblem på radhusen i Norra Ängby, 2007.

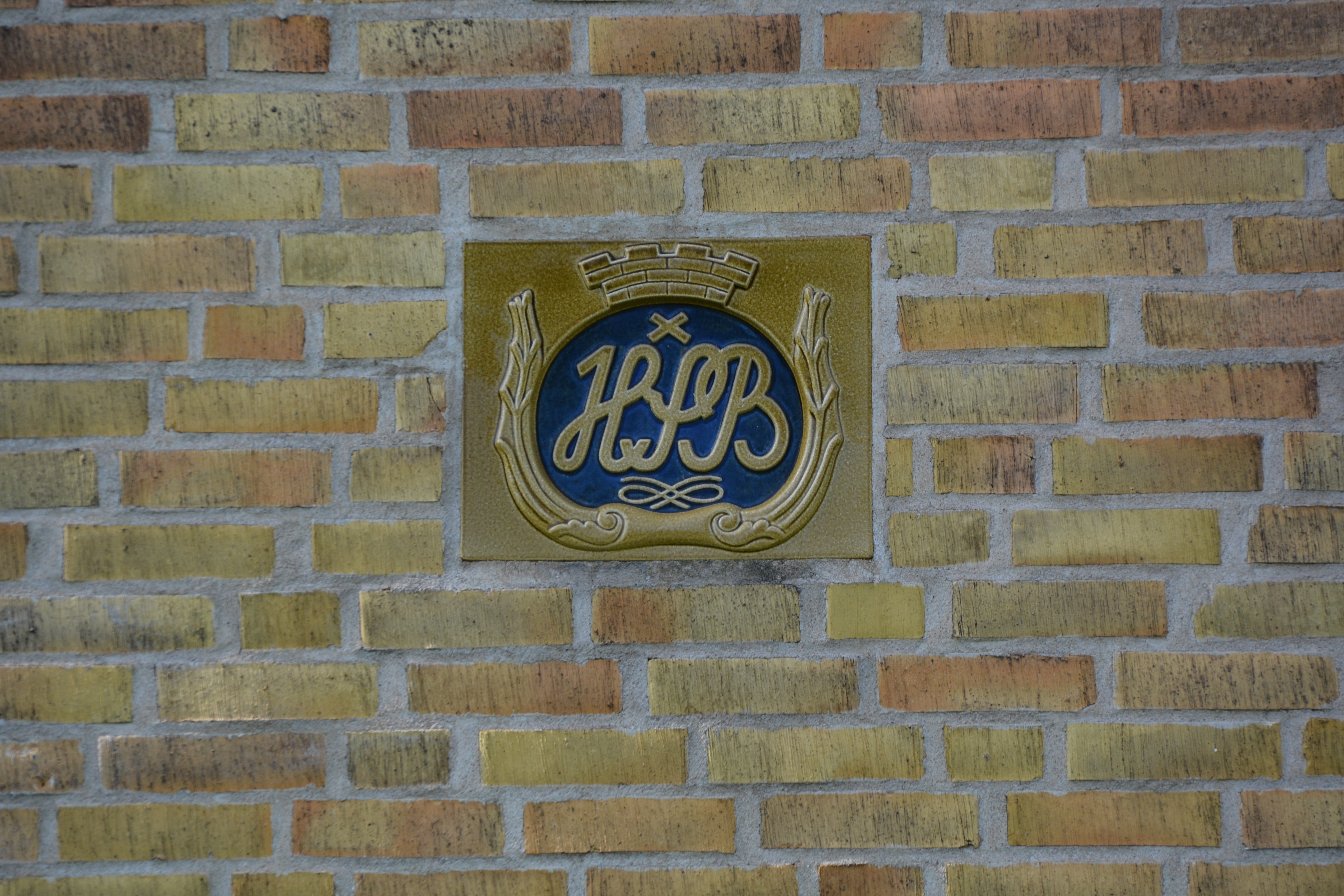
HSB:s emblem på flerfamiljshus i lommategel i Lomma.

Den första HSB-föreningen bildades den 6 juli 1923 i bostadsnödens Stockholm. Ett år senare blev riksförbundet HSB konstituerat som ett sammanslutande organ för alla lokalföreningar, på initiativ av arkitekten Sven Wallander och Hyresgästernas riksförbund. HSB var banbrytande inom en lång rad områden. Bland annat fanns de första daghemmen och de första sopnedkasten i HSB:s föreningars hus.
HSB var banbrytande i utvecklingen av boendet i Sverige. Redan på 1920-talet byggde HSB bostäder med badrum i varje lägenhet och gemensamma tvättstugor med moderna maskiner. För att rationalisera och minska byggkostnaderna infördes en särskild HSB-standard som fick stå modell för svensk standardisering av byggandet. Under efterkrigstiden utvecklade HSB en rad egna industriverksamheter som till exempel ett stenbrott för brytning av marmor i Kolmården och flera snickerifabriker. Dessa verksamheter avvecklades under 1980-talet. Fram till slutet av 1970-talet bedrev HSB småhusproduktion genom Borohus AB och man hade ett eget byggföretag, HSB Bygg AB, som avvecklades i slutet av 1990-talet samt ett vårdföretag, Grannskapsservice AB, som även det avvecklades i slutet av 1990-talet. HSB Bank som avlöste den gamla sparkassan bildades 1997 och såldes 2002. Bosparandet i HSB förvaltades av Swedbank, men förvaltningen flyttades 2020 till Danske Bank. HSB Malmö äger Sveriges näst högsta byggnad, Turning Torso i Malmö.

## Föreningsidé
Idén bakom HSB var att ge människor en chans att få tillgång till bättre bostäder, genom att dessa skulle byggas och förvaltas av medlemmarna i kooperativ regi. Idag har många av HSB:s regionala föreningar dessutom hyreslägenheter som fördelas bland bosparande medlemmar utifrån turordning. Syftet med dessa är i första hand att ungdomar som sparar till en egen lägenhet under tiden ska kunna få sitt boende ordnat.
HSB tillämpar federationsprincipen, det vill säga förbundet centralt har litet inflytande i hur medlemsföreningarna anslutna till HSB sköts. Varje verksamhetsled är en egen ekonomisk förening med egen styrning. HSB Riksförbund är rörelsens centrala paraplyorganisation, vars ordförande är förtroendevald. Riksförbundet bedriver gemensam utvecklingsverksamhet, opinionsbildning, lobbyverksamhet samt äger och ansvarar för HSB:s varumärke. 
HSB är medlem i biståndsorganisationen We Effect (före detta Kooperation Utan Gränser). Två kronor av varje medlemsavgift går till att stödja bostadskooperativ via partners i 20 länder runt om i världen.
HSB arbetar aktivt med miljö- och hållbarhetsfrågor. Ett mål är att HSB:s bostadsrättsföreningar år 2023 ska ha minskat sin klimatpåverkan (CO2e) med 40 procent och att övriga delar av HSB:s organisation ska ha minskat sina utsläpp med 50 procent. HSB strävar även efter att all nyproduktion ska klassas efter Sweden Green Buildings miljöcertifiering "miljöbyggnad" silver. För att öka medvetandet om bostadssektorns påverkan på klimatet och för att påverka beteendet hos allmänhet och fastighetsägare, genomförde HSB kampanjen HSB Klimattåget under hösten 2010.

## Medlemskap
Boende medlemmar har via sitt ägande inflytande över bostadsrättsföreningens verksamhet. HSB:s representativa demokrati innebär att bostadsrättsföreningarna i sin tur har ett inflytande över de regionala HSB-föreningarna som i sin tur har ett inflytande över Riksförbundet. Högsta beslutande organ i HSB är förbundsstämman.
Bosparande medlemmar har förtur i kön till de nya bostäder som HSB bygger, och till de hyresrätter som de regionala HSB-föreningarna äger.
I medlemskapet ingår bland annat tidningen Hemma i HSB, juridisk medlemsrådgivning och medlemserbjudanden.
Styrelsemedlemmar i de bostadsrättsföreningar som är medlemmar i HSB får tidningen HSB Uppdraget.

## Skandaler i HSB

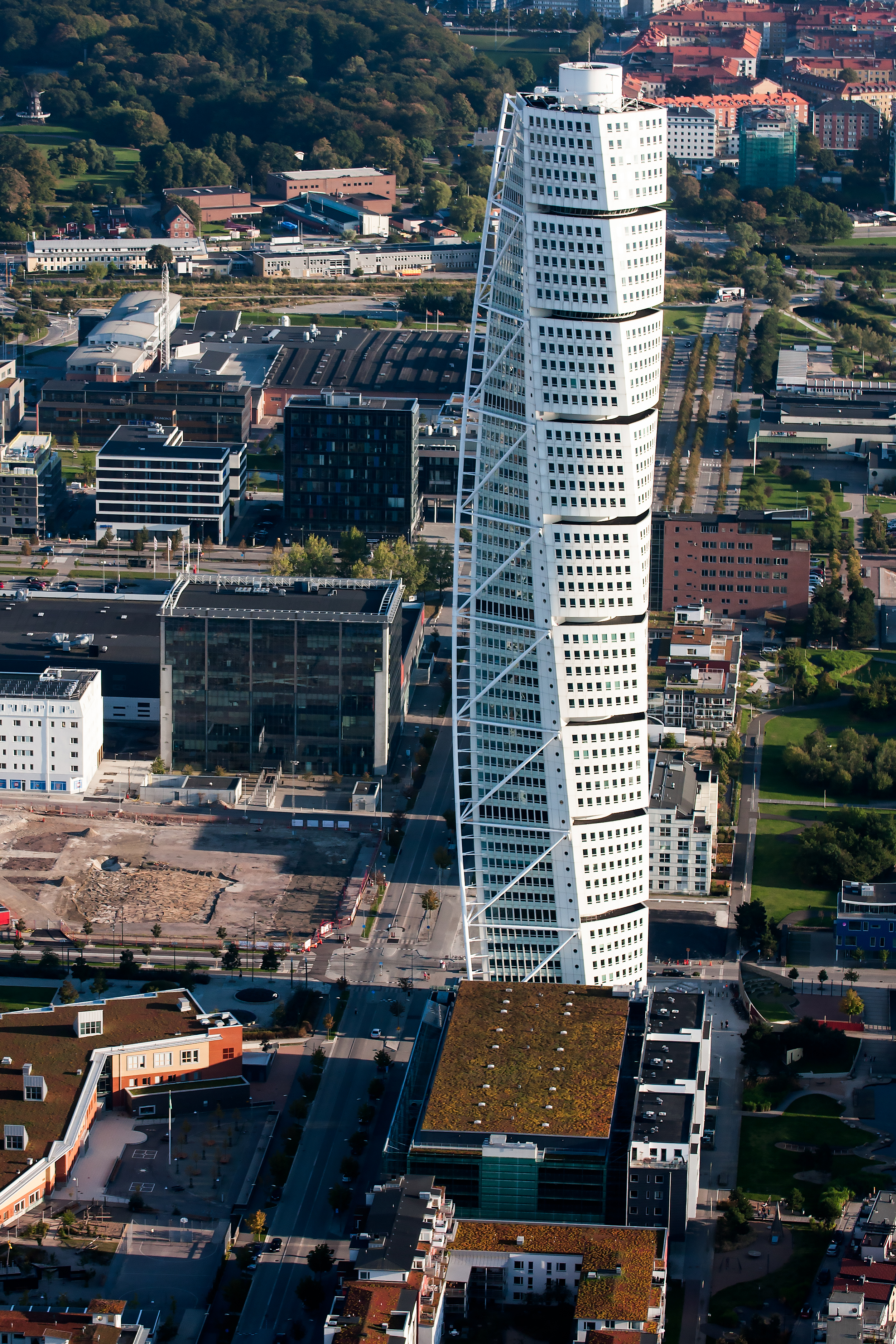
Skyskrapan Turning Torso ägs och förvaltas av HSB.

- 1988: För att undvika konkurs i HSB Värmland går Riksförbundet in med en halv miljard kronor för att stötta bygget av en skidanläggning i Branäs.[6]
- 1988: HSB köper 35 fastigheter för 1 miljard. Köpet startar en debatt om HSB:s bidrag till fastighetsbubblan och hur detta förhåller sig till HSB:s gamla folkrörelseideal.[6]
- 1995: Tusentals bosparare tar ut sina pengar efter uppgifter om att sparandet inte är säkert. Nio procent av sparkassan försvinner på några dagar. Efter avslöjandet att vd Rolf Trodin tilldelats en attraktiv lägenhet lämnar han sin post.[6]
- 1996: Det avslöjas att reklambyråchefen Harald Ullman anlitat säkerhetskonsulten och verkstadsmekanikern Anders Fastén för att spionera på TV4-journalisten Bim Enström. Det påstås[vem?] att vd:n för HSB Stockholm Ullrik Fällman skulle ha initierat detta.[6][7]
- 2007: Slutnotan för skyskrapan Turning Torso blir över en miljard kronor dyrare än planerat. Vd Johnny Örbäck och två andra personer döms i tingsrätten för trolöshet mot huvudman, men friades 2008 i hovrätten. I samband med byggandet av skyskrapan köpte HSB Malmö ett fastighetsbolag för 22 miljoner kr, trots att värdet bara ansågs vara 100 000 kr.[6]
- 2008: Sydsvenskan gör en rad avslöjanden om hur ledningen i HSB Skåne skaffat sig och sina anhöriga dyra förmåner på medlemmarnas bekostnad. Detta leder först till att vd Roy Hansson, ordföranden Larry Andow och vice ordföranden Britt-Marie Larsson avgår. Efter en föreningsstämma i maj 2008 avsätts sedan hela styrelsen.[6]